# Kresy Nadbrzeskie

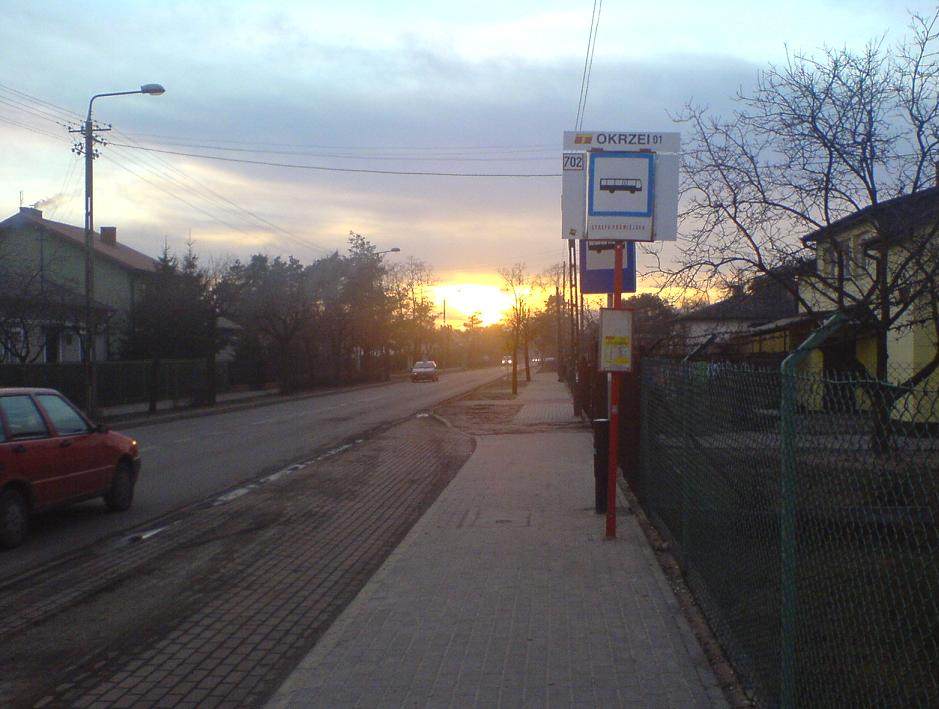
ul. Rycerska

Kresy Nadbrzeskie – część miasta Otwock, położona w zachodniej jego części.
Rejon ten zamieszkuje około 5 tys. mieszkańców. Kresy sąsiadują od zachodu ze Świdrami Wielkimi, od północy ze Świdrem Zachodnim, od południa z Ługami, a od wschodu ze Śródmieściem.

## Historia
Kresy powstały na przełomie XIX i XX wieku na gruntach, które chłopi ze wsi Nadbrzeż i Kępa Nadbrzeska otrzymali jako rekompensatę za utracone serwituty. Wieś dzieliła się na Kresy Otwockie i Kresy Nadbrzeskie.
Od 1867 w gminie Otwock w powecie mińskim, przekształconej 16 grudnia 1916 w gmina Karczew i włączonej do powiatu warszawskiego. 14 lipca 1924 przynależność gminy Karczew do powiatu warszawskiego została uregulowana. 1 października 1932 grunta zaserwitutowe należące do osad wsi Kępa Nadbrzeżna i wsi Nadbrzeż włączono do Otwocka.
Do 1958 roku, kiedy to Świdry Wielkie stały się częścią Otwocka, Kresy były najdalej położoną na zachód częścią miasta.

## Główne ulice
- ul. Okrzei
- ul. Batorego
- ul. Kraszewskiego
- ul. 1000-lecia
- ul. Łukasińskiego
- ul. Szkolna
- ul. Rycerska
- ul. Mieszka I
- ul. Portowa

## Główne obiekty

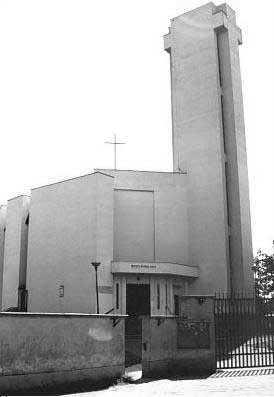
Kościół na Kresach

- Parafia Matki Bożej Królowej Polski w Otwocku, ul. Czerska 21
- Szkoła podstawowa nr 6 im. Michała Elwiro Andriollego, ul. Ambasadorska 1
- Szkoła podstawowa nr 4 im. Józefa Piłsudskiego, ul. Szkolna 31
- Przedszkole Publiczne nr 3, ul. Jodłowa 14
- Miejska Biblioteka Publiczna Filia nr 2, ul. Jodłowa 14
- Państwowa Straż Pożarna w Otwocku, ul.Mieszka I 13/15
- Sanktuarium Matki Bożej Trzykroć Przedziwnej, ul. B. Czecha 9/11

## Komunikacja
- Linia 702: Przystanki – Okrzei, Rycerska, Mieszka I
- Minibus BIS: Przystanki – Rycerska, Mieszka I